# Matthias’ soundworld
matthias’ soundworld war zuerst eine Noise-Pop-Band aus Leipzig. Ende der 1990er Jahre erspielte sie sich eine gewisse regionale Bekanntheit. Seit 2002 macht Matthias Puppe unter diesem Namen allein Musik.

## Geschichte

### Als Band
matthias’ soundworld trat erstmals 1997 in Dessau in Erscheinung. Gründer Matthias Puppe war zuvor als Gitarrist in anderen Rock-Bands aktiv gewesen, mithilfe eines Drumcomputers und eines Kassetten-Mehrspurrekorders entstanden Songs mit Elementen aus Elektropop, House, Noise-Rock und No Wave.
Zusammen mit den Schulfreunden Sandra Nicklisch und Mathias Becker wurde daraus ein Projekt, das auch live spielen konnte. Der Bandname matthias’ soundworld referiert auf den Song Theresa’s Sound-World der US-Band Sonic Youth. Eine erste Veröffentlichung gelang 1997 auf der CD-„Kompilation #4“ des damals einflussreichen Fanzines Komm Küssen.
Im selben Jahr verlagerte sich der Band-Mittelpunkt nach Leipzig und Jeffrey Dunant kam als zweiter Gitarrist hinzu. In verschiedenen Wohngemeinschaften wurden im 4-Spur-Verfahren weitere Songs für eine Debüt-EP aufgenommen. Auf Vinyl gepresst erschien La Guerre A Lieu dann 1999 beim Würzburger Label IsoTon Records.
In den folgenden beiden Jahren traten matthias’ soundworld vielfach in Leipzig und überregional live auf, spielten auf Festivals und auf der Musikmesse Leipzig (Pop Up). Renate Strümpel stieß als weitere Verstärkung und Klangfarbe hinzu. Der Stil der Band verlagerte sich zunehmend zum Elektropop. Mit Uwe Jahnke (Fehlfarben) als Produzent wurde 2001 im Nassau Bahamas Studio (Bayern) das Album Ride on Through the Darkness aufgenommen. Zum Song Love Me Sophia kreierte Annika Langer an der Bauhaus-Hochschule ein Musikvideo. Das Album erschien letztlich 2002 bei Torpedo Leipzig auf CD.
Zur angedachten Live-Tour kam es nicht mehr. Nach ihren erfolgreichen Studien-Abschlüssen gingen mehrere Bandmitglieder ins Ausland.

### Solo
In den kommenden Jahren arbeitete Matthias Puppe vor allem an Remixen, darunter für The Galan Pixs, Mjuix und L.A. Love sowie einigen Neubearbeitungen von Lieblingssongs.
Im Jahr 2018 erschien mit Zschocher ein neues Album unter dem Namen matthias’ soundworld auf Bandcamp und diversen anderen Musikstreaming-Portalen. Es beinhaltet ausschließlich elektronische Musik. Vier Jahre später folgte die 3-Track-Single Yokohama und 2024 eine Coverversion des Sonic-Youth-Songs Theresa’s Sound-World.

## Diskografie
EPs und Alben
- 1999: La Guerre A Lieu (IsoTon Records)
- 2002: Ride on Through the Darkness (Torpedo Leipzig)
- 2018: Zschocher (Distrokid)
- 2022: Yokohama (Distrokid)

Samplerbeiträge
- 1997: Komm Küssen Kompilation #4
- 2001: Popkultur (Fieberkurve Records)
- 2001: Der grosse Reiz 4 (IG Pop)